# マーチ・871
マーチ・871 (March 871) は、マーチ・レーシングチームが1987年のF1世界選手権に投入したフォーミュラ1カー。コスワース DFZエンジンを搭載し、1986年の国際F3000選手権チャンピオンであるイヴァン・カペリがドライブした。

## 概要
この年F1へと復帰したマーチには、ドライバーとして起用したカペリとチームマネージャーに就任したイアン・フィリップスが前年に日本のF2の現場で活動していたこともあり、2人の仲介によって日本の不動産会社レイトンハウスの赤城明社長がメインスポンサーとなり、チームに大きな支援をした。

### 1987年シーズン
871の完成が開幕戦ブラジルGPに間に合わなかったため、ブラジルではF3000車両をF1の出走レギュレーションに合わせた87Pを使用した。871は第2戦サンマリノGPで1台が完成し、発表会が開かれた。これにより87Pはスペアカーとなり第3戦まで持ち込まれた。エンジンはハイニ・マーダーチューンのDFZが搭載されたが、頻繁にトラブルが発生したためチームは第11戦イタリアGPよりブライアン・ハートチューンのDFZへの変更を決定した（マーダーチューンのDFZはスペアとなり、レース用のハートチューンDFZにトラブルが出た場合に備えシーズン終盤戦までTカー用として使用された）。なお、871完成直後だった第2戦、第3戦ではマーダーDFZが1台しかなかったためスペアエンジンが無く、その対処として耐久レース用エンジンである3300ccのコスワース・DFLエンジンをピットに準備した。サンマリノGP予選は実際にDFLエンジンで戦っている。コスワースV8エンジンはDFV,DFZ,DFLと外見や寸法は同じであり、開幕戦ブラジルGP決勝欠場理由が「スペアエンジンが無い」ことだったのが悔しかったと言う赤城明オーナーが、「カペリの地元レースであるイモラでは絶対同じ失敗をしたくなかった。」という苦肉の対策で、DFLエンジンがF1の公式セッションを走った唯一の事例であった。
マーダーによるDFZは毎戦のように壊れ第3戦ベルギーGPではまだ1台しかなかった871に積まれていたマーダDFZが日曜朝のウォームアップランで壊れてしまったため、カペリはスペアカーの87Pで決勝レースに出走した。しかしこちらに積まれていたマーダーDFZも壊れてリタイアとなった。第4戦モナコGP前に2台目となる871-2が完成しスペアカーとしてピットに搬入された。しかしまだDFZエンジンが不足していたため、スペアの3300ccDFLが搭載されていた。
第9戦ハンガリーGPの前に、アメリカCART選手権のカール・ハースチームでマリオ・アンドレッティ車のエンジニア担当をしていたエイドリアン・ニューウェイがレイトンハウス・マーチに加入した。さっそく871のサイドポッド形状やリアウイング形状などに変更が加えられ、基本セッティングも根本的に変更されると予選順位が向上し始めたと安川実が述べている。
第12戦ポルトガルGPの週にファクトリーでニューシャシー「871-03」が完成。第15戦日本GPでスペアカーとして持ち込まれた。同GPでは土曜日の予選からは871-03がレースカーとなった。
第16戦（最終戦）オーストラリアGPでは、シャシーバランスが良好な871-2がレースカーに選ばれ（ハートDFZ搭載）、871-1をマーダーDFZを載せたスペアカーとして搬入。予選でカペリが大スピンをして縁石に乗ってしまったこともあり、決勝では871-1にハートDFZを載せ換えての出走となったが、この組み合わせが日曜朝のウォームアップランで12位と非常に良い結果が出た。決勝レースでもノンターボ勢同志のライバルであるティレルのジョナサン・パーマーを抜き、ノンターボエンジン勢のトップを快走。6位まで浮上しポイント獲得も見えていたが、カペリがマシンの限界を越えてしまいスピンアウト、悔しい結果でシーズン閉幕となった。このリタイアを安川実は「今シーズンのうちのチームらしいと言えばらしい、象徴していたようなグランプリだった」と記している。
871の最高位はモナコグランプリの6位で、1ポイントを獲得。カペリはこの年よりノンターボエンジン勢のために設けられた選手権「コーリン・チャップマン・トロフィー」では38ポイントを獲得しランキング4位となった。
レイトンハウスの赤城代表は1987シーズンを「いま思えばドタバタで、特に序盤は走るのがやっとでした。せっかく遠くまで応援に来ても20ラップも走れればいいところ、トップの連中と比べたら前座って感じですよね。タイムとか順位より、止まるな、止まるな、と応援する気持ちでした。そんなわけでいつも使わない新品タイヤが余っちゃってましたね（笑）。大変でした。」と述懐している。

### 余談
同年の日本のF3000に於いて、レイトンハウスをメインスポンサーとして出走していた星野一義が使用していたマーチ・87Bで成績が出ず、そのテコ入れにとこのマーチ・871のモノコックを回そうかとの話が浮上した。しかし星野はローラ・T87/50に乗り換えて結果が出たためその話は提案のみになった。調子を戻した星野は1987年全日本タイトルを獲得している。

## F1における全成績
(key) （太字はポールポジション）
| 年     | チーム                   | エンジン             | タイヤ | ドライバー       | 1   | 2   | 3   | 4   | 5   | 6   | 7   | 8   | 9   | 10  | 11  | 12  | 13  | 14  | 15  | 16  | ポイント | 順位 |
| ------ | ------------------------ | -------------------- | ------ | ---------------- | --- | --- | --- | --- | --- | --- | --- | --- | --- | --- | --- | --- | --- | --- | --- | --- | -------- | ---- |
| 1987年 | マーチ・レーシングチーム | コスワース DFZ V8 NA | G      |                  | BRA | SMR | BEL | MON | DET | FRA | GBR | GER | HUN | AUT | ITA | POR | ESP | MEX | JPN | AUS | 1        | 13位 |
| 1987年 | マーチ・レーシングチーム | コスワース DFZ V8 NA | G      | イヴァン・カペリ |     | Ret |     | 6   | Ret | Ret | Ret | Ret | 10  | 11  | 13  | 9   | 12  | Ret | Ret | Ret | 1        | 13位 |

- 第3戦ベルギーGPはマーチ・87Pで決勝レースに出走[8]。

## コーリン・チャップマン・トロフィー
（自然吸気車両によるコンストラクターズカップ）
(key)
| 年     | チーム                   | エンジン             | タイヤ | ドライバー       | 1   | 2   | 3   | 4   | 5   | 6   | 7   | 8   | 9   | 10  | 11  | 12  | 13  | 14  | 15  | 16  | ポイント | 順位 |
| ------ | ------------------------ | -------------------- | ------ | ---------------- | --- | --- | --- | --- | --- | --- | --- | --- | --- | --- | --- | --- | --- | --- | --- | --- | -------- | ---- |
| 1987年 | マーチ・レーシングチーム | コスワース DFZ V8 NA | G      |                  | BRA | SMR | BEL | MON | DET | FRA | GBR | GER | HUN | AUT | ITA | POR | ESP | MEX | JPN | AUS | 38       | 4位  |
| 1987年 | マーチ・レーシングチーム | コスワース DFZ V8 NA | G      | イヴァン・カペリ |     | Ret |     | 2   | Ret | Ret | Ret | Ret | 3   | 1   | 2   | 1   | 3   | Ret | Ret | Ret | 38       | 4位  |

- 第3戦ベルギーGPはマーチ・87Pで決勝レースに出走[8]

## 参照
1. ↑  “STATS F1 - March 871”.   Statsf1.com. 2010年8月23日閲覧。
2. ↑  PADDOCK NEWS レイトンハウス・マーチはスポーツカーだ F1GPX '87サンマリノGP号 6頁 1987年5月20日発行
3. 1 2  クソマーダーと別れの日も近い レイトンハウス日記 広報担当・安川実　F1GPX '87ベルギーGP号 28頁 1987年6月5日発行
4. ↑  TECHNICAL FILE マーチ　F1GPX '87モナコGP号 2頁 1987年6月15日発行
5. ↑  レイトンハウス日記 広報担当・安川実　F1GPX '87ハンガリー/オーストリアGP合併号 24頁 1987年9月5日発行
6. ↑  目前で消えた6位入賞の夢、リタイアで全戦終了 レイトンハウス日記 広報担当・安川実　F1GPX '87オーストラリアGP号 29頁 1987年12月5日発行
7. ↑  グランプリ初勝利に向けて賭ける夢 赤城明 グランプリ・エクスプレス NA回帰元年号 p.12-13 1989年2月8日発行
8. 1 2  レイトンハウス日記 広報担当・安川実　GPX '87ベルギーGP号 28頁 1987年6月5日発行